# Debut EP
Debut EP är The Accidents debut-EP, utgiven 2002 på det tyska skivbolaget Devils Shitburner Records. Skivan utgavs som 7"-vinyl och kom i ett rött respektive blått utförande. Den var limiterad till 500 exemplar (350 i rött, 150 i blått).

## Låtlista
Sida A
1. "Tumblin' Man" - 2:09
2. "Bad Money" - 1:33
3. "Our Street" - 2:35

Sida B
1. "Hot Pretty Lady" - 2:08
2. "Dancin' Shoes" - 2:02
3. "(She Fell in Love) at the Show" - 2:34

### Fotnoter
1. ↑  ”Debut EP”. Discogs.com. http://www.discogs.com/Accidents-Debut-EP/release/571589. Läst 1 april 2012.